# Democratici di Sinistra
Democratici di Sinistra (DS) era un partito politico italiano fondato nel 1998 e dissolto nel 2007. Appartenente all'area del centro-sinistra, era ideologicamente legato ai valori della socialdemocrazia.
I DS provenivano in massima parte dalla prestigiosa tradizione politico-culturale del Partito Comunista Italiano che, attraverso la successiva esperienza politica del Partito Democratico della Sinistra (1991-1998), abbracciarono l'ideologia socialdemocratica e riformista. A guidare la fase costituente del partito fu Massimo D'Alema; i segretari furono dal 1998 al 2001 Walter Veltroni, e dal 2001 allo scioglimento avvenuto nel 2007 Piero Fassino. D'Alema ha ricoperto la carica di presidente fino al IV congresso del partito (2007), quando ha rinunciato alla carica.
Il partito fu soggetto fondatore dell'Ulivo e dell'Unione, all'interno del centro-sinistra in Italia. Nell'ambito del progetto ulivista, il partito aveva stretto un rapporto di collaborazione con i centristi della Margherita. Il 14 ottobre 2007, dopo le decisioni del IV congresso, è confluito nel Partito Democratico.
A livello internazionale i DS aderivano all'Internazionale Socialista ed a livello europeo erano membri del Partito del Socialismo Europeo.

## Storia

### Origini
Il simbolo della Quercia apparve sulla scena politica italiana nel 1991, quando, in seguito allo scioglimento del Partito Comunista Italiano, venne fondato il Partito Democratico della Sinistra. L'ala sinistra del PCI, invece, non approvò la svolta riformista operata dalla maggioranza del partito e si fuse con il movimento di Democrazia Proletaria, dando origine al Partito della Rifondazione Comunista, il quale si fa continuatore della tradizione eurocomunista.
Primo segretario del PDS fu Achille Occhetto, dimessosi poi nel 1994 a causa della sconfitta alle elezioni politiche della coalizione di sinistra denominata Alleanza dei Progressisti (PDS, PRC, Verdi, PSI, Alleanza Democratica, La Rete e altri). Alla guida del partito gli succede Massimo D'Alema.
Nel 1995 il PDS partecipò alla fondazione della coalizione politica di centro-sinistra denominata L'Ulivo, formata anche da PPI, Rinnovamento Italiano e Verdi. Questo progetto politico, che vide per la prima volta insieme ex-democristiani ed ex-comunisti, portò, nel 1996, alla vittoria del centro-sinistra, con l'elezione di Romano Prodi alla carica di presidente del Consiglio, in una fase che si contraddistinse per la definitiva adesione dell'Italia al progetto di moneta unica europea.
Il PDS, nel 1996, fu il primo partito italiano, con quasi 8 milioni di voti e il 21,1%.

### Stati Generali della Sinistra enascita dei Democratici di Sinistra
L'idea di D'Alema di unificare il PDS con altre forze della sinistra italiana fu anticipata il 18 febbraio 1995 da Ermanno Gorrieri durante la I Assemblea Nazionale dei Cristiano Sociali. Per D'Alema era giunto il momento «di dar vita a un raggruppamento politico tutto nuovo insieme alle altre formazioni politiche della sinistra, [...] una formazione politica che si collocherebbe nell'area dei partiti socialdemocratici e laburisti europei».
Nel 1998, sotto la guida di Massimo D'Alema, il PDS diede vita agli Stati Generali della Sinistra, che prelusero alla creazione di un unico autorevole soggetto della sinistra italiana. Il partito si aprì in tal modo ai contributi di altre culture riformiste, dandosi una svolta in chiave moderna, eliminando i riferimenti ad un comunismo deteriorato dall'età; venne infatti tolto dal simbolo lo stendardo recante la falce e il martello ed al suo posto venne inserita la rosa, vessillo del socialismo europeo, e proponendosi come efficace forza socialdemocratica.
Il rinnovato soggetto politico assunse la denominazione di Democratici di Sinistra, al quale aderirono oltre al PDS, esponenti di estrazione socialista, repubblicana, cristiano-sociale e ambientalista: il 13 febbraio si celebrò il congresso costitutivo dei DS, che si presentava quale partito leader della sinistra e del centro-sinistra italiano.
Soggetti fondatori:
| Provenienza                                 | Leader                                             | Rappresentanza congressuale |
| ------------------------------------------- | -------------------------------------------------- | --------------------------- |
| Partito Democratico della Sinistra (ex PCI) | Massimo D'Alema                                    | 73%                         |
| Federazione Laburista (ex PSI)              | Valdo Spini, Giorgio Ruffolo                       | 8%                          |
| Comunisti Unitari (ex PRC)                  | Famiano Crucianelli                                | 6%                          |
| Cristiano Sociali (ex DC ed ex PSI)         | Pierre Carniti, Ermanno Gorrieri                   | 6%                          |
| Sinistra Repubblicana (ex PRI)              | Giorgio Bogi                                       | 3%                          |
| Riformatori per l'Europa (ex PSI ed ex AD)  | Giorgio Benvenuto, Nello Formisano, Emilio Lonardo | 2%                          |
| Agire Solidale                              | Giuseppe Lumia                                     | 2%                          |

### Governo D'Alema I
Il 10 ottobre 1998, il Presidente della Repubblica Oscar Luigi Scalfaro avviò le consultazioni parlamentari per la formazione di un nuovo Governo, in quanto l'esecutivo guidato da Romano Prodi, leader dell'Ulivo, era entrato in crisi in seguito al ritiro del sostegno esterno da parte di Rifondazione Comunista. Al termine delle consultazioni, vista l'indisponibilità di una nuova maggioranza attorno a Prodi, Scalfaro conferì a Massimo D'Alema l'incarico di formare il nuovo Governo.
Il 21 ottobre 1998 D'Alema presentò il suo governo che ricevette la fiducia della Camera dei deputati (333 favorevoli, 281 contrari) e del Senato della Repubblica (188 favorevoli, 116 contrari). Il neo Presidente lasciò in tal modo la guida del partito e Walter Veltroni (già Vicepresidente nel precedente governo Prodi) venne eletto nuovo segretario nazionale.
Il primo banco di prova elettorale per i rinnovati DS furono le elezioni europee del 1999, che confermarono la leadership della Quercia all'interno del centro-sinistra con 5,3 milioni di voti e il 17,4%. 
A dicembre del 1999 si aprì, tuttavia, una crisi all'interno dell'esecutivo: al congresso dei Socialisti Democratici Italiani, alleati di governo, il leader del partito Enrico Boselli criticò l'operato di D'Alema, sostenendo che la sua premiership avrebbe provocato una sicura sconfitta alle future elezioni. Il Presidente del Consiglio, intervenendo al congresso socialista, ribatté sostenendo di avere avuto il merito di riportare i socialisti al governo citando la figura di Giuliano Amato, Ministro del tesoro in carica. Tale citazione, tuttavia, venne giudicata come una provocazione da parte dei Socialisti Democratici Italiani, visti gli infelici rapporti tra Amato e il partito.
Il dibattito politico si infiammò e D'Alema decise di rassegnare le sue dimissioni al neoeletto Presidente della Repubblica Carlo Azeglio Ciampi, il 19 dicembre. Questi gli affidò l'incarico di formare un nuovo governo, che il 22 dicembre ottenne la fiducia del Senato (177 sì, 100 no) e, il giorno seguente, quella della Camera (310 sì, 287 no). Lo SDI si astenne; entrò invece nel governo il nuovo movimento prodiano dei Democratici.

### I Congresso ed elezioni regionali
A ridosso di questa soluzione alla crisi di governo, i DS celebrarono il loro primo congresso, che si svolse a Torino dal 13 al 16 gennaio 2000. Si confrontarono due mozioni:
- La prima, maggioritaria, proponeva la riconferma di Veltroni come segretario, con l'appoggio, tra gli altri, del premier in carica D'Alema; sosteneva il superamento della contrapposizione tra la sinistra e il fronte moderato e rilanciava il progetto di coalizione dell'Ulivo, asserendo che "l'Ulivo è il futuro dell'Italia". Veltroni dichiarò nella sua relazione che "sinistra riformista, ambientalismo e centro democratico sono culture ed esperienze che hanno bisogno l'una delle altre. Guai a pensare a nuovi fronti progressisti, o a contrapporre l'identità dei moderati a quella della sinistra."
- La seconda mozione rilanciava la presenza di una minoranza fortemente legata al ruolo della sinistra: sosteneva che l'Ulivo avrebbe dovuto essere un'alleanza politica plurale e al contempo che '"il rafforzamento della coalizione non possa risolversi nella dissoluzione delle diverse identità politiche"'. Tra gli altri firmatari, l'ecologista Fulvia Bandoli, l'ex ministro Anna Finocchiaro e l'europarlamentare Pasqualina Napoletano.

La prima mozione ottenne la maggioranza dei consensi, con il 79,9%. In questa occasione congressuale, inoltre, i DS approvarono lo statuto del partito.
Mesi dopo i DS dovettero fronteggiare la sconfitta alle elezioni regionali del 2000, quando il centro-destra guidato da Silvio Berlusconi, che nel frattempo aveva ritrovato accordi con la Lega Nord, vinse in 8 Regioni su 15, fra cui tutte le principali. D'Alema, prendendo atto della sconfitta, lasciò la Presidenza del Consiglio, e il suo posto venne preso dall'indipendente socialista Giuliano Amato (già Ministro del Tesoro con D'Alema), che guiderà il Governo fino alle elezioni politiche dell'anno successivo.

### Sconfitta alle elezioni politiche del 2001 e II Congresso

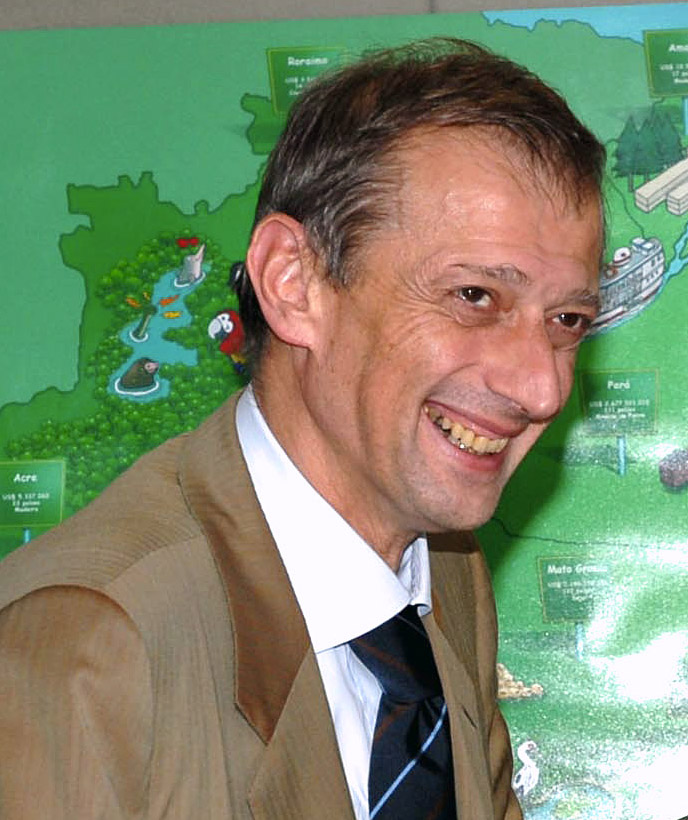
Piero Fassino

Alle elezioni politiche del 13 maggio 2001, i DS sostennero, insieme a tutta la coalizione dell'Ulivo, la candidatura di aspirante a Palazzo Chigi di Francesco Rutelli, sindaco uscente di Roma. Le elezioni vennero tuttavia vinte dalla coalizione di Berlusconi, la Casa delle Libertà.
I DS registrarono una flessione rispetto al passato: con 6,1 milioni di voti si attestano al 16,6%, alle spalle di Forza Italia, che diventò il primo partito italiano con quasi il 30% dei consensi. La Quercia, dopo la sua costituzione, passò dunque all'opposizione e cominciò a lavorare per creare un'alternativa riformista.
Contemporaneamente alle elezioni politiche si svolsero anche le amministrative, dove il segretario uscente Veltroni venne eletto sindaco di Roma; tuttavia fu oggetto di aspre critiche la sua scelta di lasciare vacante il vertice del partito per dedicarsi totalmente alla campagna elettorale capitolina, proprio durante lo svolgimento di quella nazionale. In questa fase, il comitato della segreteria (coordinato da Pietro Folena), resse transitoriamente il partito.
Dal 16 al 18 novembre, si tenne a Pesaro un congresso straordinario per eleggere il nuovo segretario politico. Si trattò di un'assise alquanto combattuta, con tre mozioni:
- La prima (Per tornare a vincere) aveva come primo firmatario e candidato alla segreteria Giovanni Berlinguer ed era sostenuta tra gli altri anche da Sergio Cofferati, segretario generale della CGIL, Tom Benetollo, presidente dell'ARCI, Fabio Mussi, vicepresidente della Camera, Antonio Bassolino, presidente della Regione Campania, Achille Occhetto, ex segretario del PDS, e dagli ex ministri Giovanna Melandri e Cesare Salvi. Essa proponeva una svolta a sinistra del partito, per rendere la sinistra "più riconoscibile", criticando un eccesso di moderazione nella linea politica degli ultimi anni, che avrebbe nuociuto all'intera coalizione. I giornalisti conieranno per questa mozione il nome di correntone, in quanto unione della sinistra di Fumagalli con quella di Salvi e degli ex veltroniani di Fabio Mussi, oltre a personalità eccellenti come Bruno Trentin, Sergio Cofferati e Antonio Bassolino.

- La seconda candidava alla segreteria Piero Fassino: era sostenuta dall'ex segretario ed ex Presidente del Consiglio D'Alema, e, tra gli altri, dai capigruppo di Camera e Senato Luciano Violante e Gavino Angius, dagli ex ministri Vincenzo Visco, Franco Bassanini e Pier Luigi Bersani, da Giorgio Napolitano e dall'ultimo segretario del PSI e dei Laburisti Valdo Spini, oltre che dal 95% dei segretari uscenti delle federazioni provinciali. Proponeva una linea socialdemocratica in sostanziale continuità con quella tenuta negli anni del governo, accentuando il profilo riformista.

- La terza rappresentava l'ala liberal e candidava Enrico Morando a segretario, proponendo un profondo rinnovamento del partito e l'apertura ad "altri riformismi" di matrice cattolica, laica e sociale.

Piero Fassino, con la maggioranza del 61,8%, venne eletto segretario, contro, il 34,1% raccolto dalla mozione Berlinguer; l'elevato consenso della minoranza denotava la presenza di un'area consistente, nella base degli iscritti e degli elettori, che proponeva delle istanze diverse.

### Opposizione al Governo Berlusconi
Intanto il governo Berlusconi svolgeva pienamente la sua azione. I DS, dall'opposizione, tentarono di ripristinare in breve tempo la credibilità del centrosinistra evidenziando i fallimenti della politica della Casa delle Libertà. Contemporaneamente, il partito lavorò per la discesa in campo di una nuova leadership del centro-sinistra, incarico che venne affidato - quasi in maniera naturale - a Romano Prodi, nel frattempo presidente della Commissione europea.
Prodi, avendo già battuto Berlusconi alle elezioni politiche del 1996, venne individuato come l'uomo più adatto a ripetere l'impresa in futuro. Prodi però, inizialmente, si mostrò abbastanza freddo sull'ipotesi, visto anche che in molti ipotizzavano che si potesse andare ad elezioni anticipate prima della scadenza del suo mandato alla Commissione Europea, che egli non voleva terminare in anticipo.

### Apertura ai movimenti
Il malcontento nella base intanto continuava a serpeggiare, ed esplose nel febbraio del 2002, quando, in una manifestazione organizzata dal centro-sinistra a Roma, in Piazza Navona, salì sul palco il regista Nanni Moretti e lanciò un'invettiva contro i leader della coalizione, accusandoli di troppa moderazione e timidezza nell'azione politica e nella campagna elettorale, di troppo "buonismo" nei confronti del centro-destra, e di non aver fatto abbastanza per presentare alle ultime elezioni una coalizione più larga, che comprendesse anche Rifondazione Comunista e Italia dei Valori. La piazza, piena di militanti ed elettori dei DS e del centro-sinistra, lo applaudì.
Fassino e i DS cercarono, sulla spinta di queste critiche e della recente sconfitta elettorale, di riavviare un dialogo con i "movimenti": così facendo, si ricucì almeno in parte la divisione interna, dal momento che il "Correntone" aveva sempre chiesto di avvicinarsi di più ai movimenti. Dunque i DS scesero in piazza a fianco della CGIL quando il Governo Berlusconi mostrò di voler abolire l'art. 18 dello Statuto dei Lavoratori, furono presenti a Genova nel luglio 2002 alla commemorazione dei fatti del G8, parteciparono alla manifestazione del Forum sociale europeo a Firenze nell'autunno dello stesso anno e fecero parte integrante del movimento pacifista che si opponeva alla Guerra in Iraq, in merito alla quale portarono sulle proprie posizioni tutta la coalizione.
A maggio 2003 la frattura tra centro-sinistra e movimenti poté dirsi sostanzialmente ricomposta, con i DS che avevano avuto un ruolo-guida in questa operazione. Allo stesso tempo, con le posizioni prese su guerra, lotte sindacali e Social forum, si ricucì anche la divisione interna, con la soddisfazione di molte richieste del Correntone. Nel frattempo, anche il dialogo con le forze che nel 2001 erano rimaste fuori dal centro-sinistra procedeva molto meglio, rendendo concreta la possibilità di andare uniti alle future consultazioni elettorali.
Inoltre, anche i risultati elettorali erano confortanti: tra il 2002 e il 2003, il centro-sinistra in molte elezioni amministrative aveva fatto registrare delle vittorie a volte insperate, riuscendo a strappare al centro-destra anche alcuni Comuni e Province considerate sue roccaforti, e i DS registrarono un'ampia crescita di voti. Il leader "ideale" veniva considerato sempre Romano Prodi e, in questo frangente, aumentarono le richieste a lui rivolte di tornare in campo per guidare il centro-sinistra.

### Progetto unitario dell'Ulivo
Prodi ruppe gli indugi nell'estate del 2003, quando, in vista delle elezioni europee del 2004, propose a tutti i partiti della coalizione di presentarsi sotto un unico simbolo, il simbolo dell'Ulivo tanto caro al Professore e che - sosteneva - "per gli italiani significa buon governo e cambiamento".
I DS si mostrarono disponibili ad aderire all'appello, ma la coalizione si divise: oltre ai DS si associarono all'appello di Prodi la Margherita, lo SDI e il piccolo Movimento Repubblicani Europei, mentre non furono disponibili i Comunisti Italiani, i Verdi e l'UDEUR, oltre a Rifondazione Comunista che pure mostrò un avvicinamento al centro-sinistra ormai acquisito. L'Italia dei Valori, invece, sarebbe stata disponibile, ma venne esclusa su esplicita richiesta dello SDI. I DS, dopo aver chiesto invano che questa lista comprendesse tutti, decisero di dare avvio al progetto della lista unica con tutte le forze disponibili.
Nacque così la lista di Uniti nell'Ulivo, che si presentava con l'obiettivo di "portare il riformismo in Europa". Questo, però, riaprì la frattura col Correntone (o con gran parte di esso) che vedeva la lista unitaria come qualcosa che divideva la coalizione, rimpiccioliva l'Ulivo e spostava l'asse dei DS verso il centro. I movimenti, nonostante l'inclusione nella lista di alcuni personaggi indipendenti, provenienti dal mondo del giornalismo come Lilli Gruber e Michele Santoro, videro la lista unitaria come un'operazione verticistica tesa ad escluderli, e sostennero, insieme con Achille Occhetto (che era uscito dai DS due anni prima), una lista che nasceva attorno all'Italia dei Valori.
In politica estera scoppiarono le polemiche maggiori: al voto sul rifinanziamento della missione in Iraq, Margherita e SDI chiesero che i partiti che componevano la lista unitaria tenessero "una linea più riformista", e così le tre forze dell'Ulivo si astennero ma, all'interno dei DS, il Correntone si dissociò e votò contro. Il mondo pacifista si ribellò, e alla manifestazione del 20 marzo 2004, a un anno dall'inizio della guerra in Iraq, Fassino venne contestato. La federazione regionale dell'Emilia-Romagna, forte nel partito e a maggioranza fassiniana, chiese che i DS si schierassero per il ritiro delle truppe. Alcuni storici esponenti del PCI prima e dei DS poi, guidati da Alberto Asor Rosa, uscirono dal partito per protesta. Dopo alcune incertezze e dopo l'emersione dello scandalo sulle torture compiute da alcuni militari ai danni dei civili iracheni, i DS sostennero la posizione del ritiro delle truppe e raggiunsero l'accordo, su questa istanza, anche con gli alleati della lista unitaria.
Altri "cedimenti verso il centro" vennero denunciati dal Correntone su temi come scuola, lavoro e pensioni, ma la maggioranza le respinse, sostenendo di non aver abbassato la guardia.
Alla fine la lista Uniti nell'Ulivo alle europee ottenne il 31% dei consensi. Il risultato venne giudicato soddisfacente da Fassino, che rivendicò il fatto che la lista era stata la più votata dagli elettori, staccando di oltre 10 punti Forza Italia e ricevendo il voto di quasi un terzo dell'elettorato. Il Correntone replicò evidenziando che DS, Margherita e SDI, nelle contemporanee elezioni amministrative in tutta Italia, avevano ottenuto, separatamente, più voti, il 34%, nonostante la concorrenza di molte liste civiche legate ai candidati a sindaco e a presidente. Gli europarlamentari eletti nella lista unitaria, inoltre, non trovarono una loro collocazione unitaria nel Parlamento europeo. I DS, con 12 eurodeputati eletti, aderirono al gruppo del Partito del Socialismo Europeo, assieme allo SDI ed agli indipendenti Gruber e Santoro. La Margherita fondò, insieme all'UDF francese, il Partito Democratico Europeo (PDE) e aderì, insieme al MRE, al gruppo dell'ALDE.

### L'Unione, III Congresso e Federazione dell'Ulivo
Dopo le Europee, Prodi propose ai partiti che avevano partecipato alla lista unitaria di costituire una federazione con il nome dell'Ulivo. Margherita, SDI e MRE accettarono subito, i DS, vista la contrarietà di parte del partito, rinviarono la decisione al III Congresso del partito, che si svolse dal 3 al 5 febbraio 2005.
Il terzo Congresso si svolse a mozioni, nonostante alcuni settori del partito ne avessero chiesto uno a tesi, e ne vennero presentate quattro:
- La prima, che aveva come candidato e primo firmatario il segretario uscente Piero Fassino, era sostenuta da tutti gli esponenti DS che avevano sottoscritto la Mozione Fassino del 2001 oltre ad Antonio Bassolino, che lasciava il Correntone, e tutta l'ala "Liberal", compreso Enrico Morando. Proponeva di aderire alla Federazione dell'Ulivo ideata da Prodi e di attuare una linea politica riformista.
- La seconda, che aveva come primo firmatario Fabio Mussi, era sostenuta dalla maggioranza del Correntone (compreso Giovanni Berlinguer), si schierava contro la Federazione, proponeva che i DS si ponessero come "perno" del nuovo centro-sinistra allargato, tra l'area centrista e la sinistra radicale, e chiedeva delle  significative "svolte" a sinistra su specifici temi, quali scuola, lavoro e politica estera.
- La terza, che aveva come candidato e primo firmatario Cesare Salvi, era sostenuta dall'area "Sinistra DS per il Socialismo", staccatasi dal Correntone a fine 2003. Si opponeva alla Federazione proposta da Prodi e ne proponeva un'altra, con Rifondazione Comunista, Comunisti Italiani e Verdi e proponeva una linea politica analoga a quella dell'ala sinistra del Partito Socialista Francese.
- La quarta, che aveva come prima firmataria la presidente della Sinistra Ecologista Fulvia Bandoli proveniente dal Correntone e, sostenuta dalla gran parte degli aderenti alla stessa associazione, si poneva come una mozione di marca nettamente ambientalista, con l'obiettivo di portare questa cultura tra quelle riconosciute come fondative del partito. Sulla Federazione si poneva in termini possibilisti, sebbene a precise condizioni, rifiutando ulteriori sviluppi come un futuro partito unico.

Un gruppo di illustri esponenti del Partito come Sergio Cofferati e Giovanna Melandri, fedele alla iniziale richiesta di un congresso a tesi, decise di astenersi sulle mozioni.
La mozione Fassino ottenne una larga maggioranza, il 79,10% dei voti. Quella di Mussi ottenne il 14,56%, quella di Salvi il 3,98% e quella della Bandoli il 2,36%.
Vennero inoltre messi ai voti diversi importanti ordini del giorno: approvato quello della mozione Bandoli sull'ecologismo, ebbero un buon risultato anche i tre presentati dalla mozione Mussi (unanimità per quello sulla Scuola, qualche modifica a quello sul Lavoro e ritirato solo per questioni contingenti - il rapimento della giornalista Giuliana Sgrena - quello sulla crisi irachena, sulla quale il Partito in ogni caso si schierò definitivamente per il ritiro delle truppe). Un quarto ordine del giorno presentato personalmente da Fabio Mussi, che chiedeva la presentazione del simbolo dei DS alle elezioni politiche del 2006, venne ritirato dietro garanzia che della questione "si discuterà serenamente ed approfonditamente". Infine, venne approvato all'unanimità un ordine del giorno proposto da Valdo Spini, e sostenuto anche dal Correntone, che modificava leggermente il contrassegno, inserendovi la denominazione di Partito del Socialismo Europeo per esteso.
La proposta di aderire alla Federazione venne infine approvata con il voto favorevole dei delegati della mozione Fassino e quello contrario delle altre tre mozioni. Venne così costituita la Federazione dell'Ulivo, alla quale furono delegate competenze specifiche di alcuni settori, tra i quali la politica estera. All'interno di essa i DS contavano 5 (compreso il segretario nazionale) dei 12 componenti della presidenza.
Questo provocò alcune fuoriuscite dal partito. Gruppi di iscritti uscirono dai DS condannandone l'eccessivo spostamento verso il centro e aderirono ad un'associazione politica fondata da Achille Occhetto, il Cantiere, vicina ai partiti collocati più a sinistra nella coalizione. Altri esponenti, invece, preferirono aderire a Rifondazione Comunista (come l'ex Segretario della FGCI Pietro Folena) o ai Comunisti Italiani.
Intanto la coalizione del centro-sinistra si allargò definitivamente, incorporando Italia dei Valori e Rifondazione Comunista, e acquisì la nuova denominazione di L'Unione, dopo aver provvisoriamente adottato per circa un mese il nome di "Grande Alleanza Democratica" (Gad).

### Vittoria alle regionali e i problemi dell'Ulivo
L'Ulivo subì un primo stop al voto sul rifinanziamento della missione in Iraq (materia delegata all'Ulivo trattandosi di politica estera), sulla quale alla posizione dei DS, che erano per il No, si contrapponeva quella della maggioranza della Margherita, che preferiva un voto di astensione. Nel voto tra i parlamentari della Fed prevalse la posizione dei DS, ma nella maggioranza della Margherita nacquero tensioni.
Alle elezioni regionali del 2005 che interessavano 14 delle 20 regioni italiane, i partiti dell'Ulivo, dopo alcune incertezze provenienti stavolta dalla Margherita, decisero di presentarsi sotto il simbolo di "Uniti nell'Ulivo" in nove regioni, tra cui tutte le cosiddette "regioni rosse", mentre concorsero autonomamente nelle altre 5. L'Unione si aggiudicò una netta vittoria in 12 regioni su 14: solo Lombardia e Veneto riconfermarono le proprie giunte regionali di centro-destra, mentre il centro-sinistra riconquistò, tra gli altri, il Piemonte, il Lazio e soprattutto la Puglia, fino ad allora considerata una roccaforte della destra. L'Ulivo raccolse il 34,2% (sulla base delle nove regioni nelle quali venne presentata la lista unitaria), mentre i DS furono al 17% (sulla base delle altre 5).
A maggio sulla coalizione calò il gelo dopo che la direzione nazionale della Margherita decise di non presentare la lista unitaria per le elezioni politiche del 2006. Questo spinse Romano Prodi a rilanciare la proposta delle elezioni primarie, da tenersi in autunno, per scegliere "ufficialmente" il leader dell'Unione e dare stabilità all'eventuale nuova azione di governo.
Intanto a giugno i DS furono impegnati nel sostenere il Sì nei 4 referendum sulla procreazione medicalmente assistita. Il referendum, però, fallì: il quorum non venne raggiunto, visto che andò al voto solo il 25,6% dei cittadini.

### Primarie e lista unitaria
Le primarie dell'Unione si svolsero il 16 ottobre 2005, attirando circa 4.300.000 elettori di centro-sinistra. Sette i candidati: i DS, come gli altri partiti dell'Ulivo, sostennero Prodi che si impose con il 74,1% dei voti, ricevendo l'investitura di candidato premier della coalizione. La grande affluenza di cittadini alle elezioni primarie e l'ottima affermazione riscontrata da Prodi spinsero la Margherita a riconsiderare il proprio no alla lista unitaria: il presidente del partito Francesco Rutelli propose all'assemblea nazionale del partito il progetto di creare una lista unitaria, per l'elezione della Camera dei deputati, che avesse come fine ultimo la creazione di un nuovo grande soggetto unitario: il "Partito Democratico".
Quest'ultima proposta creò alcuni distinguo all'interno dei DS, che, però, accettarono all'unanimità la lista unitaria per la Camera. Il progetto, invece, non rientrava più tra gli obiettivi dei Socialisti Democratici Italiani, che abbandonarono la Federazione dell'Ulivo (anche a seguito di incomprensioni con la Margherita, accusata di clericalismo) per costituire un soggetto alternativo di ispirazione più marcatamente laica, socialista, liberale e radicale, la Rosa nel Pugno.

### Vicenda Unipol
A partire dall'inizio del 2006, a seguito della pubblicazione da parte de Il Giornale, di proprietà della famiglia Berlusconi, di stralci di intercettazioni telefoniche tra Giovanni Consorte e il segretario dei DS Piero Fassino, alcuni esponenti del partito vennero accusati di aver mantenuto un atteggiamento scorretto essendosi dichiarati apertamente a favore, durante l'estate del 2005, di una scalata alla Banca Nazionale del Lavoro lanciata dalla compagnia Unipol, riconducibile al settore delle cosiddette "cooperative rosse".
L'OPA di Unipol, infatti, si rivelò nel frattempo parte di uno scandalo finanziario, ribattezzato con il nome di "Bancopoli", che portò alle dimissioni del governatore della Banca d'Italia Antonio Fazio e che era nato a seguito dell'individuazione di presunte irregolarità di altre OPA nel settore bancario.
Le intercettazioni pubblicate risultarono irrilevanti ai fini giudiziari, e non vennero neppure trascritte dalla magistratura. A seguito del clamore politico mediatico suscitato dalle stesse, Berlusconi rivelò di essere a conoscenza di fatti riguardanti l'implicazione dei DS nella questione Unipol e si recò alla Procura di Roma per conferire con i pubblici ministeri. Berlusconi dichiarò, in seguito, che le proprie dichiarazioni erano comunque attinenti a "fatti non penalmente rilevanti".

### Vittoria elezioni politiche del 2006
Si svolsero le elezioni. Il centrosinistra vinse per poche decine di migliaia di voti alla Camera dei deputati, dove ottenne  il 49,81% dei consensi contro il 49,74% della CdL. Al Senato, si rivelò determinante il voto della circoscrizione Estero, che consentì all'Unione - pur avendo conseguito meno voti della CdL - di ottenere due seggi in più. I DS confermarono sostanzialmente il risultato di cinque anni prima e si piazzarono come il secondo partito italiano, alle spalle di Forza Italia. Il risultato, al Senato, fu di quasi 6 milioni di voti, pari al 17,5% e 62 seggi. La lista unitaria dell'Ulivo, alla Camera, che ottenne il 31,2% dei consensi, dimostrò di essere la forza politica che raccoglieva la maggiore approvazione nel Paese.
I risultati elettorali e il fatto che il simbolo dell'Ulivo, alla Camera, avesse raccolto più voti della sommatoria DS-Margherita al Senato, pose come tema centrale la costituzione del grande partito unitario, il "Partito Democratico", tant'è che a livello parlamentare venne già costituito un unico gruppo di deputati e senatori, il gruppo dell'Ulivo. Tale prospettiva politica e la stessa leadership del nuovo partito unitario, peraltro, costituivano un argomento controverso negli ambienti dei due partiti fondatori, tanto più che il segretario Fassino comunicò di voler rimanere fuori dalla nuova squadra di governo per dedicarsi all'attività del partito: lo stesso Fassino propose il metodo delle elezioni primarie per la scelta del futuro segretario del costituendo Partito democratico.
Intanto avvenne un fatto storico per i DS: fu eletto come Presidente della Repubblica Giorgio Napolitano, storico esponente del partito e primo post-comunista a salire al Quirinale.

### Governo Prodi II
La rappresentanza DS a livello governativo nel governo Prodi II era formata da 9 ministri (tra cui il vicepresidente del Consiglio) più 5 viceministri e 23 sottosegretari.
- Massimo D'Alema guidava la delegazione DS nel Governo; venne nominato vicepresidente del Consiglio e ministro degli Affari Esteri;
- Pier Luigi Bersani era ministro dello Sviluppo Economico;
- Vannino Chiti era ministro delle Riforme Istituzionali e dei Rapporti col Parlamento;
- Cesare Damiano era ministro del Lavoro e della Previdenza Sociale;
- Giovanna Melandri era ministro per le Politiche Giovanili e le Attività Sportive;
- Fabio Mussi era ministro dell'Università e della Ricerca Scientifica;
- Luigi Nicolais era ministro per le Riforme e Innovazione nella Pubblica Amministrazione;
- Barbara Pollastrini era ministro per i Diritti e le Pari Opportunità;
- Livia Turco era ministro della Salute.

I viceministri erano:
- Mariangela Bastico all'Istruzione;
- Angelo Capodicasa alle Infrastrutture;
- Cesare De Piccoli ai Trasporti;
- Marco Minniti all'Interno;
- Vincenzo Visco all'Economia.

Il governo andò incontro ad una crisi nel febbraio 2007, quando Prodi rassegnò le dimissioni nelle mani del presidente Napolitano, dopo che al Senato era stata bocciata la relazione sulla politica estera (con particolare riferimento alla presenza italiana nelle forze NATO operanti in Afghanistan) presentata dal ministro D'Alema.
Tuttavia, dopo tre giorni e dopo le formali consultazioni politiche, il Capo dello Stato respinse le dimissioni del Governo e lo invitò a presentarsi alle Camere che riconfermarono la fiducia chiudendo la crisi.

### IV Congresso: la svolta del Nelson Mandela Forum
Il tema centrale del IV Congresso dei DS, che si svolse dal 19 al 21 aprile 2007 a Firenze, fu la costituzione del Partito Democratico. La maggioranza guidata da Fassino e sostenuta dai principali esponenti del partito e dalla larga maggioranza degli iscritti si presentò rivolta al superamento dei DS, con lo sguardo verso la costituzione di un più ampio partito di centrosinistra che semplificasse lo scenario politico italiano e si ponesse come unione dei riformisti di matrice socialdemocratica e cattolica.
Al congresso si confrontarono tre mozioni.
- La prima – 193.784 voti, pari al 75,5% dei votanti – (la mozione Fassino[32]) ricandidò il segretario Fassino e si intitolava Per il Partito Democratico. Sosteneva che l'Italia si trovava ad una fase cruciale della sua storia e riteneva conclusa la fase di transizione che si era aperta dopo l'entrata in crisi dei partiti tradizionali della cosiddetta Prima Repubblica, ai quali si dovevano sostituire dei nuovi punti di riferimento. "Oggi il tempo è maturo, per dar vita insieme ad altre forze politiche e organizzazioni sociali e culturali, su un piano di pari dignità, a quel partito nuovo che il paese domanda. Solo in questo modo, la lunga transizione italiana che ha preso le mosse nell'89, potrà dirsi compiuta. Ci sono, dunque, ragioni forti e valori condivisi che ci spingono al progetto del Partito Democratico". Tra i firmatari della mozione ci furono anche il vicepremier Massimo D'Alema, i ministri Pier Luigi Bersani, Vannino Chiti, Cesare Damiano, Giovanna Melandri, Luigi Nicolais, Barbara Pollastrini, Livia Turco e i Presidenti di Regione Antonio Bassolino, Mercedes Bresso, Vasco Errani, Claudio Burlando, Claudio Martini, Maria Rita Lorenzetti.
- La seconda – 38.757 voti, pari al 15,1% – (la mozione Mussi[33]) candidò alla segreteria Fabio Mussi, ministro, e si intitolava A Sinistra. Per il socialismo europeo. Considerava la laicità il principio democratico fondamentale e non negoziabile, ed era contraria ad una possibile deriva moderata del partito e a qualsiasi allontanamento (anche solo formale) dal Partito del Socialismo Europeo, il legame col quale era anzi giudicato ancora troppo debole. Si proponeva la nascita di una grande forza socialista di sinistra piuttosto che di un progetto riformista-democratico di centrosinistra. Tra gli altri firmatari ci furono Cesare Salvi, Fulvia Bandoli, Valdo Spini, Paolo Nerozzi, Paolo Brutti, Olga D'Antona, Arturo Scotto.
- La terza – 24.148 voti, pari al 9,4% – (la mozione dei socialisti europei[34]) aveva come primi firmatari Gavino Angius e Mauro Zani e si intitolava Per un partito nuovo. Democratico e Socialista. Non aveva un candidato alternativo alla segreteria, voleva raddrizzare la linea della maggioranza spronandola ad inserire, nel nuovo partito in fase di costruzione, un richiamo forte al socialismo europeo e maggiore chiarezza circa la futura appartenenza del soggetto politico al PSE. Tra gli altri sostenitori ci furono Alberto Nigra, Massimo Brutti, Sergio Gentili, Franco Grillini.

I partecipanti ai congressi di sezione furono il 43,7% degli iscritti, cioè 256.461 iscritti su un totale di 615.414, di cui 3015 italiani all’estero.
Nella seconda giornata di congresso, Mussi nel suo intervento annunciò la non-adesione della sua mozione alla fase costituente del PD.
(Fabio Mussi, 20 aprile 2007)
Dopo tre giorni dalla conclusione del congresso, Angius, a sua volta, in una lettera annunciò di non aderire al nuovo partito e di abbandonare gli organismi costituenti nei quali era stato nominato. La decisione di Angius fu condivisa da Nigra e Grillini; rimasero invece nei DS Zani, Gentili, Brutti, che si riorganizzarono - insieme ad altri esponenti - in una corrente denominata Democratici, Laici e Socialisti.
(Gavino Angius)
Il 5 maggio 2007 gli aderenti alla mozione-Mussi e parte del gruppo appartenente alla mozione-Angius che aveva deciso di uscire dal partito, fondarono il nuovo movimento Sinistra Democratica, con l'obiettivo di dar vita ad una più grande forza che potesse unire le forze che si collocavano a sinistra del PD.

### Nascita del Partito Democratico
Nell'estate 2007 i DS diedero vita alla fase costituente del Partito Democratico, insieme alla Margherita, alle altre formazioni minori e ad esponenti che decisero di aderire al nuovo partito di centrosinistra a titolo individuale. Vennero predisposte le regole per l'elezione dell'Assemblea Costituente del PD attraverso il metodo delle primarie, già sperimentato in passato per l'individuazione della leadership dell'Unione.
La data delle elezioni primarie fu fissata al 14 ottobre 2007, data di nascita ufficiale del nuovo partito. A tale scopo venne costituito un "Comitato 14 ottobre", composto da 45 rappresentanti politici e della società civile: tra di essi, 15 erano i componenti provenienti dai DS (Antonio Bassolino, Pier Luigi Bersani, Sergio Cofferati, Massimo D'Alema, Leonardo Domenici, Vasco Errani, Piero Fassino, Anna Finocchiaro, Vittoria Franco, Donata Gottardi, Maurizio Migliavacca, Enrico Morando, Barbara Pollastrini, Marina Sereni, Walter Veltroni).
A seguito di una serie di confronti tra le anime del nascente PD, venne individuato in Walter Veltroni, sindaco in carica di Roma e dirigente di primo piano dei DS, il candidato designato alla guida del nuovo partito, sostenuto dalla larga parte della Quercia e da ampi settori della Margherita, affiancato, in ticket, da Dario Franceschini, già presidente dei deputati dell'Ulivo. Veltroni presentò la sua candidatura il 27 giugno 2007 in un discorso al Lingotto di Torino, sottolineando i quattro temi chiave del nuovo partito: ambiente, patto generazionale, formazione, sicurezza.
Anche il ministro dello Sviluppo economico, Pier Luigi Bersani, era tra i papabili candidati alle primarie, ma, pochi giorni più tardi, annunciò che non sarebbe sceso in campo personalmente e che avrebbe sostenuto la candidatura di Veltroni pur presentando un proprio manifesto di "idee per il partito nuovo". Accanto a Veltroni espresse la volontà di candidarsi alle primarie anche il senatore diessino Furio Colombo, già direttore de L'Unità, contro il berlusconismo. La candidatura di Colombo, non supportata dalle sottoscrizioni in forma originale, venne prima sospesa, poi ritirata.
Il confronto a cinque durante le primarie venne vinto da Walter Veltroni che, con il 75,81% delle preferenze su una partecipazione totale di 3.517.370 elettori, fu eletto segretario del Partito Democratico.

## Valori
Nello Statuto del Partito si legge:
- Costituiti sul convergere di differenti tendenze culturali e politiche che si rifanno ai valori democratici e antifascisti fondativi della Repubblica italiana, al pensiero socialista – nella pluralità delle esperienze storiche riconducibili alla tradizione democratica e riformista del PCI, del PSI e del movimento operaio italiano –, al pensiero laico e repubblicano, al pensiero cristiano sociale, al pensiero ecologista, aperti all'incontro con culture e movimenti che hanno messo al centro della loro azione i diritti umani e il valore delle differenze, il personalismo comunitario e la salvaguardia dell'ambiente, i Democratici di Sinistra assumono queste tendenze consapevoli della necessità della loro continua rielaborazione a confronto con le sfide della modernizzazione e del mondo che cambia e si uniscono per contribuire alla costruzione di una società aperta e plurale, libera e solidale, giusta e sicura.
- Il partito dei Democratici di Sinistra, cofondatore del Partito del Socialismo Europeo, aderisce all'Internazionale Socialista e si riconosce nelle idealità e nei valori del socialismo democratico.

## Correnti
Il partito dei Democratici di Sinistra era un partito appartenente alla famiglia del socialismo democratico europeo. Presentava tuttavia diverse posizioni politiche e culturali al suo interno.

### Riformisti
Era la corrente maggioritaria del partito, di ispirazione sostanzialmente socialdemocratica ed europeista. In vari fasi si è riconosciuta nelle autorevoli guide di Piero Fassino, Massimo D'Alema e Walter Veltroni, ottenendo la maggioranza in tutti i congressi celebrati dal partito dalla sua fondazione. Queste le mozioni presentate dalla corrente nei quattro congressi:
- Una grande Sinistra, un grande Ulivo, per un'Italia di tutti (Torino, 2000)
- Una Sinistra riformista unita (Pesaro, 2001)
- Per vincere. La sinistra che unisce (Roma, 2005)
- Per il Partito Democratico (Firenze, 2007)

Nel primo congresso la corrente candidò a segretario Veltroni (mentre D'Alema era Presidente del Consiglio); nei congressi successivi sostenne la segreteria di Fassino (mentre Veltroni era sindaco di Roma e D'Alema presidente del partito). Proponeva un percorso identitario e ulivista, quale autentica riconoscibile continuazione della gloriosa tradizione riformista della sinistra democratica italiana.
Al suo interno si distinguevano le specifiche impostazioni legate a Fassino, a D'Alema e a Veltroni. 

### Sinistra e Mezzogiorno
Guidata da Antonio Bassolino, era egemone nelle Regioni dell'Italia Meridionale. In origine contribuì al "Correntone", l'aggregazione delle aree della sinistra interna. Successivamente, quando si delineò il progetto di un "Ulivo" riformista, la corrente si avvicinò alle posizioni della maggioranza, aderendo alla mozione Fassino nel Congresso di Pesaro (2001) e confluendo all'interno della medesima.

### Cristiano Sociali
Discendeva dal movimento dei Cristiano Sociali, nato nel 1994 da una scissione dalla Democrazia Cristiana per iniziativa di quegli esponenti che non vollero aderire al PPI e si aggregarono all'Alleanza dei Progressisti. Il suo leader, Mimmo Lucà, continuava a sottolineare la necessità di coniugare efficacemente i valori cattolici con quelli socialisti.

### Laburisti
Era la principale corrente proveniente dal PSI che, dopo lo scioglimento di quest'ultimo, si costituì nella Federazione Laburista, salvo aderire convintamente ai DS. Il suo leader era Valdo Spini. Originariamente prossima alle posizioni dei dalemiani, le distanze aumentarono gradualmente, persino nella prospettiva di un Partito Democratico che si collocasse fuori dall'area del socialismo europeo. Un tale evento era considerato un possibile annacquamento del profilo riformista socialdemocratico in favore di confuse posizioni centriste. Questa corrente aveva come modello il laburismo britannico ed era evidentemente contraria anche all'uscita dei DS dal PSE. Al Congresso di Firenze (2007) Spini si schierò con la sinistra DS (mozione Mussi), dichiarando contrarietà alla costituzione del Partito Democratico.

### Liberal
Era la corrente liberal socialista di "destra", chiaramente ulivista e sostenitrice da diversi anni dell'esigenza di un partito unitario riformista. Guidata da Enrico Morando, si poneva anche quale erede della consolidata tradizione migliorista). Al Congresso di Pesaro (2001) presentò una mozione autonoma:
- Per salvare i Ds, consolidare l'Ulivo e costruire un nuovo, unitario partito del riformismo socialista

Successivamente, pur mantenendo caratteri propri, ha aderito alla mozione Fassino che risponde alle istanze della costruzione del Partito Democratico.

### Sinistra Liberale
Sinistra Liberale era un movimento politico costituito nel 1993, erede della tradizione del liberalismo sociale, che si ispirava al pensiero di Norberto Bobbio e di John Rawls ed aveva come riferimenti nazionali Piero Gobetti, Luigi Einaudi, Benedetto Croce e il gruppo de Il Mondo. L'assemblea nazionale di ottobre 2005 ridefinì, in stretto rapporto con i DS, i contenuti e i valori dell'area riformista, nella prospettiva del Partito Democratico. La prestigiosa "Associazione per la Democrazia Liberale", fondata e presieduta dal parlamentare della Margherita Valerio Zanone, vi contribuiva . Nel corso del 2006, dopo l'ingresso del gruppo riunitosi attorno al documento-manifesto "Nessuno Escluso" animato da Paolo Colla, già segretario nazionale della "Gioventù Liberale Italiana" negli anni ottanta, aderì direttamente ai DS.

### Sinistra Repubblicana
Tale corrente rappresentava i membri del PRI che erano approdati nei DS nel 1998. Alcuni membri rappresentativi della tendenza, però, ne erano usciti polemicamente. A lungo il leader della corrente fu Giorgio Bogi, il quale preferì addirittura rinunciare allo status di corrente autonoma lasciando che confluisse nel gruppo di maggioranza. In seguito alla crisi tra i vertici dell'ex corrente repubblicana e i DS nel 2006, gli elementi più rappresentativi della cultura repubblicana (compreso Bogi) fuoriuscirono dal partito, fondando una associazione politica avente come obiettivo quello di riunire in prospettiva del Partito Democratico l'intera area liberal democratica. Fra coloro i quali rimasero nei DS Andrea Manzella, Stefano Passigli e Giuseppe Ayala.

### Democratici, Laici e Socialisti
Nata nel maggio del 2007 dalle ceneri della mozione "Socialisti ed Europei", sciolta dopo l'uscita di Gavino Angius dal partito, raccoglieva iscritti e militanti che volevano un Partito Democratico laico, federale e con un indiscutibile riferimento socialista. Capo della corrente era Marco Pacciotti. Con l'assemblea nazionale del 21 luglio 2007 è stata definitivamente decisa la partecipazione della corrente alle primarie del Partito Democratico con una lista autonoma.

### Sinistra Ecologista
Era un'associazione trasversale federata ai DS i cui portavoce erano Fulvia Bandolo, Sergio Gentili, Fabrizio Vigni, personalità sensibili alle tematiche ambientali sostenibili e fuoriusciti dalla Federazione dei Verdi dopo la svolta radicale impressa da Pecoraro Scanio, Paolo Cento, Lino De Benetti e Luigi Manconi.

### Sinistra DS: il "Correntone"
Fu la maggior corrente di opposizione all'interno del partito, contraria al Partito Democratico e riconducibile all'idea di un socialismo democratico coerente, assolutamente non liberista. 
I leader Fabio Mussi e Giovanni Berlinguer non condividevano innanzitutto l'eccesso di moderazione nella linea politica degli ultimi anni, che avrebbe nuociuto all'intera coalizione. 
Il laburismo di Tony Blair e le teorie del secolo scorso (basate su un compromesso tra capitale e lavoro entro i confini dello Stato nazionale) lasciavano spazio i temi del laicismo, della non-violenza, dell'antifascismo, del socialismo verde e dei diritti di cittadinanza. Le figure ideali di riferimento erano anche proprie di una spiccata identità culturale e programmatica di sinistra, riconoscibili in Willy Brandt, Olof Palme, Enrico Berlinguer. Uscì durante il IV congresso, dopo essersi espressa contrariamente alla costituzione del Partito Democratico. Non tutti i suoi membri uscirono; in particolare rimase Vincenzo Vita, ex-portavoce, a differenza di Antonio Bassolino, Franco Grillini, Giovanna Melandri e Sergio Cofferati

### Sinistra DS per il Socialismo
Socialismo 2000 (dalla fine del 2003 sinistra Ds per il Socialismo) aveva come leader Cesare Salvi. Proponeva un partito marcatamente identitario sul modello della sinistra radicale francese e si ispirava nettamente ai valori della Resistenza. Sul piano programmatico si batteva per impedire la costruzione della TAV della ferrovia Torino-Lione in Val di Susa e per l'introduzione dello ius soli. Era infine fermamente contraria all'integrazione nell'Ulivo e nel Partito Democratico. In seguito prese parte alla Federazione della Sinistra.

### Dì Sinistra
Ultima corrente in ordine cronologico, è nata nel luglio 2007 in seguito al IV Congresso al fine di raccogliere quegli iscritti che pur avendo votato la mozione Mussi non hanno abbandonato il partito. Il portavoce è stato Vincenzo Vita.

## Struttura

### Organi nazionali

#### Segretario
| Segretario      | Periodo                            |
| --------------- | ---------------------------------- |
| Massimo D'Alema | 14 febbraio 1998 – 6 novembre 1998 |
| Walter Veltroni | 6 novembre 1998 – 18 novembre 2001 |
| Piero Fassino   | 18 novembre 2001 – 14 ottobre 2007 |

#### Presidente
| Presidente          | Periodo                            |
| ------------------- | ---------------------------------- |
| Giglia Tedesco Tatò | 14 febbraio 1998 – 6 novembre 1998 |
| Massimo D'Alema     | 6 novembre 1998 – 14 ottobre 2007  |

#### Coordinatore/i
| Coordinatore/i                       | Periodo                            |
| ------------------------------------ | ---------------------------------- |
| Marco Minniti                        | 14 febbraio 1998 – 6 novembre 1998 |
| Pietro Folena                        | 6 novembre 1998 – 18 novembre 2001 |
| Vannino Chiti                        | 18 novembre 2001 – 2004            |
| Vannino Chiti & Maurizio Migliavacca | 2004 – 2006                        |
| Maurizio Migliavacca                 | 2006 – 14 ottobre 2007             |

#### Segretario organizzativo
| Segretario organizzativo | Periodo                            | Segreteria |
| ------------------------ | ---------------------------------- | ---------- |
| Pietro Folena            | 14 febbraio 1998 – 6 novembre 1998 | D'Alema    |
| Franco Passuello         | 6 novembre 1998 – 18 novembre 2001 | Veltroni   |
| Maurizio Migliavacca     | 18 novembre 2001 – 2004            | Fassino    |
| Marina Sereni            | 2004 – 2006                        | Fassino    |
| Andrea Orlando           | 2006 – 14 ottobre 2007             | Fassino    |

### Presidenti dei gruppi parlamentari

#### Capogruppo/delegazione alla Camera
- 14 febbraio 1998 – 29 maggio 2001: Fabio Mussi
- 5 giugno 2001 – 27 aprile 2006: Luciano Violante, vice: Renzo Innocenti & Elena Montecchi
- 3 maggio 2006 – 14 ottobre 2007: Marina Sereni[43]

#### Capogruppo al Senato
- 14 febbraio 1998 – 1999: Cesare Salvi, vice: Silvia Barbieri
- 1º luglio 1999 – 27 aprile 2006: Gavino Angius, vice: Antonio Falomi, poi Massimo Brutti & Luigi Viviani
- 3 maggio 2006 – 14 ottobre 2007: Anna Finocchiaro, vice: Nicola Latorre

#### Capodelegazione al Parlamento europeo
- 14 febbraio 1998 – 1999: Renzo Imbeni
- 1999 – 2004: Pasqualina Napoletano
- 2004 – 2006: Nicola Zingaretti
- 2006 – 14 ottobre 2007: Gianni Pittella

### Segretari regionali
- Valle d'Aosta:
- Piemonte: Pietro Marcenaro (2000-?).
- Lombardia: Luciano Pizzetti (2001-2006); Maurizio Martina (2006-2007).
- Veneto:
- Trentino-Alto Adige:
- Friuli-Venezia Giulia: Alessandro Maran (1998-2001); Carlo Pegorer (2001-?).
- Liguria: Mario Tullo (2005-2007).
- Emilia-Romagna: Mauro Zani (fino al 2007).
- Toscana: Andrea Manciulli (2006-2007).
- Umbria:
- Marche: Sara Giannini (2005-2007).
- Lazio: Michele Pompeo Meta (2001-2006); Nicola Zingaretti (2006-2007).
- Abruzzo:
- Molise:
- Campania: Enzo Amendola (2006-2007).
- Basilicata: Vincenzo Folino (2001-2006); Piero Lacorazza (2006-2007).
- Puglia: Michele Bordo (2003-2007).
- Calabria: Nicola Adamo (?-?).
- Sicilia: Claudio Fava (1999-2001); Angelo Capodicasa (2005-2006); Tonino Russo (2006-2007).
- Sardegna: Antonello Cabras (2000-2002); Giulio Calvisi (2005-2007).

## Risultati elettorali
| Elezione       | Elezione   | Voti       | %         | Seggi     |
| -------------- | ---------- | ---------- | --------- | --------- |
| Europee 1999   | 5.387.729  | 17,34      | 15 / 87   |           |
| Politiche 2001 | Camera     | 6.151.154  | 16,57     | 137 / 630 |
| Senato         | nell'Ulivo | 64 / 315   |           |           |
| Europee 2004   | nell'Ulivo | 12 / 78    |           |           |
| Politiche 2006 | Camera     | nell'Ulivo | 123 / 630 |           |
| Senato         | 5.977.347  | 17,50      | 62 / 315  |           |

## Congressi
- I Congresso - Torino, 13-16 gennaio 2000 - I care. È il tempo della sinistra nuova. I riformisti insieme per la solidarietà, le libertà, le opportunità
- II Congresso - Pesaro, 16-18 novembre 2001 - Il coraggio di cambiare il mondo
- III Congresso - Roma, 3-5 febbraio 2005 - Finisce l'illusione, comincia l'Italia
- IV Congresso - Firenze, 19-21 aprile 2007 - Una forza grande come il futuro

## Iscritti
- 1999 - 656.146
- 2000 - 555.171
- 2001 - 598.085
- 2002 - 534.358
- 2003 - 549.372
- 2004 - 555.481
- 2005 - 543.907
- 2006 - 615.414

In termini di iscritti i DS sono stati il partito più grande d'Europa, prima della CDU (557.175, 2006) e della SPD (556.185, 2006) in Germania.

## Nelle istituzioni

### Presidenti della Repubblica Italiana
- Giorgio Napolitano

### Presidenti della Camera dei deputati
- Luciano Violante (XIII legislatura della Repubblica Italiana)

### Presidenti del Consiglio dei ministri
- Massimo D'Alema

### Vicepresidenti del Consiglio dei Ministri
- Walter Veltroni (Governo Prodi I)
- Massimo D'Alema (Governo Prodi II)

### Governi e Ministri della Repubblica Italiana
- Governo Prodi I (1996-1998)
  - Anna Finocchiaro (Ministra per le pari opportunità)
  - Livia Turco (Ministro per la solidarietà sociale)
  - Franco Bassanini (Ministro per la funzione pubblica e per gli affari regionali)
  - Giorgio Bogi (Ministro per i rapporti con il Parlamento)
  - Giorgio Napolitano (Ministro dell'Interno - Ministro per il Coordinamento della Protezione civile)
  - Vincenzo Visco (Ministro delle finanze)
  - Pier Luigi Bersani (Ministro dell'industria, del commercio e dell'artigianato)
  - Claudio Burlando (Ministro dei trasporti e della navigazione)
  - Luigi Berlinguer (Ministro della pubblica istruzione - Ministro dell'università e della ricerca scientifica e tecnologica)
  - Walter Veltroni (Ministro per i beni e le attività culturali con deleghe per lo spettacolo e lo sport)
- Governo D'Alema I (1998-1999)
  - Livia Turco (Ministro per la solidarietà sociale)
  - Vincenzo Visco (Ministro delle finanze)
  - Luigi Berlinguer (Ministro della pubblica istruzione)
  - Pier Luigi Bersani (Ministro dell'industria, del commercio e dell'artigianato)
  - Antonio Bassolino (Ministro del lavoro e della previdenza sociale) (fino al 21 giugno 1999)
  - Cesare Salvi (Ministro del lavoro e della previdenza sociale) (dal 21 giugno 1999)
  - Piero Fassino (Ministro del commercio con l'estero)
  - Giovanna Melandri (Ministro per i beni e le attività culturali)
- Governo D'Alema II (1999-2000)
  - Franco Bassanini (Ministro per la funzione pubblica)
  - Livia Turco (Ministro per la solidarietà sociale)
  - Vincenzo Visco (Ministro delle finanze)
  - Luigi Berlinguer (Ministro della pubblica istruzione)
  - Pier Luigi Bersani (Ministro dei trasporti e della navigazione)
  - Cesare Salvi (Ministro del lavoro e della previdenza sociale)
  - Piero Fassino (Ministro del commercio con l'estero)
  - Giovanna Melandri (Ministro per i beni e le attività culturali)
- Governo Amato II (2000-2001)
  - Franco Bassanini (Ministro per la funzione pubblica)
  - Livia Turco (Ministro per la solidarietà sociale)
  - Piero Fassino (Ministro della giustizia)
  - Vincenzo Visco (Ministro del tesoro, del bilancio e della programmazione economica)
  - Cesare Salvi (Ministro del lavoro e della previdenza sociale)
  - Pier Luigi Bersani (Ministro dei trasporti e della navigazione)
  - Giovanna Melandri (Ministro per i beni e le attività culturali)
- Governo Prodi II (2006-2007)
  - Vannino Chiti (Ministro per le riforme istituzionali e i rapporti con il Parlamento)
  - Luigi Nicolais (Ministro per le riforme e le innovazioni nella pubblica amministrazione)
  - Barbara Pollastrini (Ministra per le pari opportunità)
  - Giovanna Melandri (Ministro per le politiche giovanili e le attività sportive)
  - Massimo D'Alema (Ministro degli affari esteri)
  - Pier Luigi Bersani (Ministro dello sviluppo economico)
  - Cesare Damiano (Ministro del lavoro e della previdenza sociale)
  - Fabio Mussi (Ministro dell'università e della ricerca)
  - Livia Turco (Ministro della salute)

### Sottosegretario alla presidenza del Consiglio dei ministri
- Franco Bassanini (Governo D'Alema I)

### Collocazione parlamentare
- Maggioranza (1998-2001)
- Opposizione (2001-2006)
- Maggioranza (2006-2007)

## Organizzazioni e giornali d'area
- Fondazione Italianieuropei
- L'Unità
- Left Wing

## Feste nazionali
- 1998: Bologna
- 1999: Modena
- 2000: Bologna
- 2001: Reggio Emilia
- 2002: Modena
- 2003: Bologna
- 2004: Genova
- 2005: Milano
- 2006: Pesaro
- 2007: Bologna